# Boulos Abdulla Sarru'
Boulos Abdulla Sarru (* zwischen 1950 und 1959; † 9. September 2009) war ein libanesischer Anglist.

## Leben
Er studierte angelsächsische Literatur an der Libanesischen Universität. Das Studium schloss er mit einem Lizentiat im Jahre 1973 ab. Im Jahre 1975 absolvierte er seine Masterstudien an der Amerikanischen Universität Beirut. Sein Doktoratsstudium der English and American Studies an der Indiana Universität, Bloomington schloss er 1979 ab. Danach unterrichtete er als Professor an der libanesischen Universität in Beirut. Er unterrichtete auch an anderen Universitäten im Libanon und war zuletzt Dekan der Fakultät für Humanwissenschaften an der Notre-Dame-Universität – Louaize.
Seine Forschungsschwerpunkte waren die kulturellen und intellektuellen Hintergründe der Kolonialzeit, der Revolution und der Amerikanischen Literatur des 19. Jahrhunderts, insbesondere der Autoren Nathaniel Hawthorne, Herman Melville und Whitman. Er war Fellow der Nathaniel Hawthorne Society. Er studierte den sozio-kulturellen und archetypischen Hintergrund für die Beschreibungen der weiblichen Figuren in den Romanen von Hawthorne. Zudem beschäftigte er sich mit der Geschichte und Religion, speziell das Christentum, des Libanons.
Boulos Abdulla Sarru' kam im September 2009 bei einem Autounfall ums Leben.

## Werke
- Imra’a Wahida: Fourough Farroukhzad wa Shi’raha. Kuwait: Educational and Cultural Council, 2007
- AL-Babawiya wal-Sharq al-Awsat (The Papal See and the Middle East). Byblos: Milaffat Publications. (1997)
- The Archeological Heritage of South Lebanon. Beirut: n.p., 1996
- Ancient Lebanese Religion; Creeds, Rituals, and Sites.  Beirut: Educational Office for the Order of Sacré-Coeur, 1993
- The Maronites: History and Constants.  Kaslik, Lebanon: University of Kaslik Press, 1989
- History of the Lebanese Worldwide Presence. Beirut: Lebanese Heritage Foundation, 1987
- The Roots of Christianity in Lebanon. Beirut: The Middle East Christian Institute.
- The Tragic Hero in Herman Melville’s Fiction, Beirut: Lebanese University 1985